# 爪哇号轻巡洋舰
爪哇号轻巡洋舰（荷蘭語：Hr.Ms. Java）是荷兰皇家海军的一艘轻型巡洋舰。该舰最终于1942年2月27日在爪哇海海战中被大日本帝国海军击沉。

## 服役历史
爪哇号由位于荷兰法拉盛的Koninklijke Maatschappij de Schelde造船厂建造，于1916年5月31日动工。该舰于1921年8月6日下水，并于1925年5月1日正式服役。该舰以荷属东印度群岛中的爪哇岛命名。 
1925年10月14日，爪哇号离开荷兰前往荷属东印度群岛。该舰于当年12月7日抵达雅加达的丹戎不列克港口。
1929年7月29日，荷兰皇家海军的爪哇号、德·鲁伊特号和艾弗森号以及潜艇K-II和K-VII离开泗水，驶往丹戎不列克。在那里，荷兰舰队迎接了暹罗国王拉玛七世的皇家游艇Maha Chakri和暹罗海军驱逐舰Phra Ruang。此后，荷兰海军的水面舰队访问了邦加、勿里洞、廖内、林加群岛、勿拉湾和日里。同年8月28日，荷兰舰队在访问结束后返回丹戎不列克。
同年8月31日，爪哇号参加了丹戎不列克的舰队检阅。此次检阅是为了庆祝荷兰女王威廉明娜的生日。参与检阅的其他舰艇包括德·鲁伊特号和艾弗森号。
1936年8月23日，爪哇号和姊妹舰苏门答腊号、驱逐舰范加伦号、维特·代·韦特号和皮特·海因号参加了在泗水举行的舰队开放日活动。11月13日，爪哇号以及埃弗森号、维特德威斯号和皮特海因号对英国殖民地新加坡进行了一次舰队访问。在访问之前，荷兰舰队曾在南海练习。
在返回荷兰期间，爪哇号被派往直布罗陀。该舰在西班牙内战期间于1937年4月1日至5月5日期间在直布罗陀海峡执行护航任务。
在荷兰进行七个月改造升级后，爪哇号于1938年5月4日启程前往荷属东印度群岛。中途于5月10日至13日在直布罗陀海峡执行护航任务，并于同年6月25日抵达丹戎不列克。那年10月13日，该舰在巽他海峡与皮特·海因号驱逐舰相撞，爪哇号不得不在泗水进行维修。

### 第二次世界大战

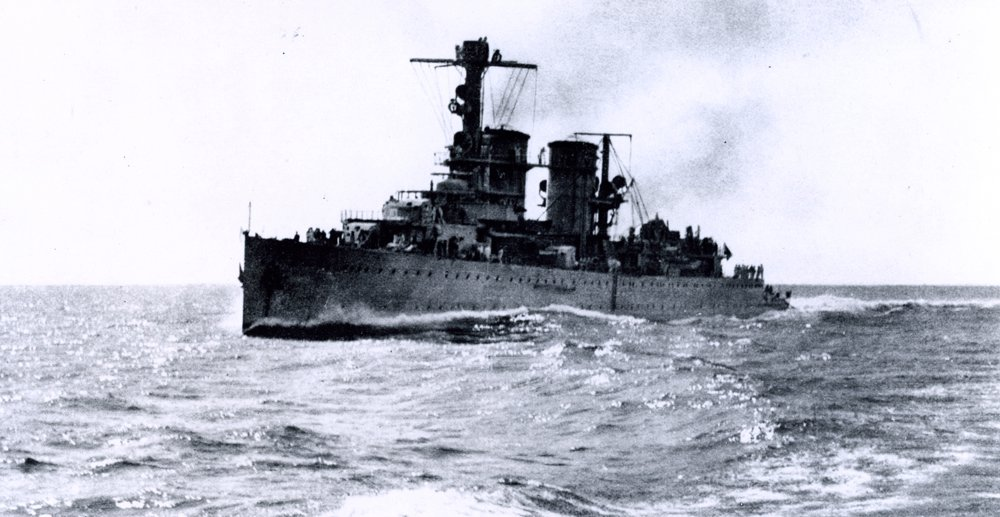
1939年，经过改造升级后的爪哇号

随着与日本的战争于1941年12月开始，爪哇号与英国舰队一起执行护航任务。1942年2月15日，爪哇号被龙骧号舰载的九七式舰上攻击机袭击，但没有造成任何损坏。
2月19日， 美英荷澳舰队航行至巴厘岛，试图阻止日军登陆。爪哇号参加了巴塘海峡战役。在这次行动中，该舰与日舰交火，但爪哇号没有受到伤害。日军最终成功占领了巴厘岛，同时也在海战中严重损坏了荷兰巡洋舰Tromp和一艘荷兰驱逐舰，并击沉了皮特·海因号。
1942年2月27日，爪哇号参加了爪哇海海战。在当晚，该舰被日本海军巡洋舰那智号发射的九三式鱼雷击中。鱼雷引爆了船尾弹匣并将船尾炸断，导致尾部机舱进水，并点燃了防空甲板。当这艘船试图拖着残躯驶回港口时，大量进水导致电气设备失灵。船员只能被迫弃船，爪哇号在被鱼雷击中约15分钟后沉没。该舰有512名船员丧生。

### 残骸
爪哇号的残骸于2002年12月1日被一支专业沉船潜水探险队发现。在爪哇海海战中沉没的德·鲁伊特号的残骸也在同日被发现。
2016年11月15日，荷兰国防部宣布爪哇号、德·鲁伊特号和科尔特涅尔号的部分残骸失踪。 2017年2月，一份报告确认了三艘沉船被非法打捞。 